# Ko Phi Phi Don
Ko Phi Phi Don (in lingua thailandese: เกาะพีพีดอน) è un'isola della Thailandia, che appartiene alla provincia di Krabi.